# Sydney Football Stadium
Sydney Football Stadium fu un impianto sportivo multifunzione australiano di Sydney, capitale del Nuovo Galles del Sud.
Costruito tra il 1986 e il 1988, fu per trent'anni utilizzato per gare di calcio, rugby a 13 e rugby a 15, anche se per via della sua capacità di poco più di 40000 posti, dal 2000 fu soppiantato a livello internazionale dallo Stadium Australia, capiente il doppio.
Durante i ventisettesimi giochi olimpici del 2000 fu uno degli impianti ausiliari della manifestazione, del cui torneo di calcio maschile e femminile ospitò numerose gare, inclusa la finale del torneo delle donne.
Fu anche utilizzato durante la Coppa del Mondo di rugby 2003, rendendo Sydney l'unica città ad accogliere il torneo con due stadi.
Nel 2017 fu decisa la costruzione di un nuovo impianto sullo stesso sito per via dei rischi di sicurezza cui gli spettatori erano sottoposti in caso di evacuazione improvvisa; lo stadio chiuse quindi nel 2018 e fu demolito l'anno successivo.
Tra il 2002 e il 2007 fu noto come Aussie Stadium dal nome di Aussie Home Loans, banca di credito immobiliare, e dal 2012 fino alla sua chiusura nel 2018 come Allianz Stadium dopo accordo con il gruppo assicurativo-finanziario Allianz.
Alla data di chiusura, la capienza dell'impianto era di 45500 posti.

## Storia
Lo stadio sorgeva sullo stesso sito di un preesistente impianto, il Sydney Sports Ground, struttura multifunzione con prato e pista in terra battuta costruito nel 1911, che ospitò il suo ultimo incontro, prima della definitiva demolizione, il 29 giugno 1986.
I lavori di costruzione del nuovo stadio, progettato dall'architetto Philip Cox, durarono circa un anno e mezzo al costo di 68000000 AUD e il 24 gennaio 1988 il Sydney Football Ground fu inaugurato dall'allora premier del Nuovo Galles del Sud Barrie Unsworth; l'evento d'apertura fu un concerto di John Denver.
Il 4 marzo successivo, ivi si tenne anche il primo incontro sportivo, la gara d'apertura della New South Wales Rugby League 1988 tra Sydney Roosters e St George – Illawarra, vinto 24-14 da quest'ultimo davanti a 19295 spettatori.

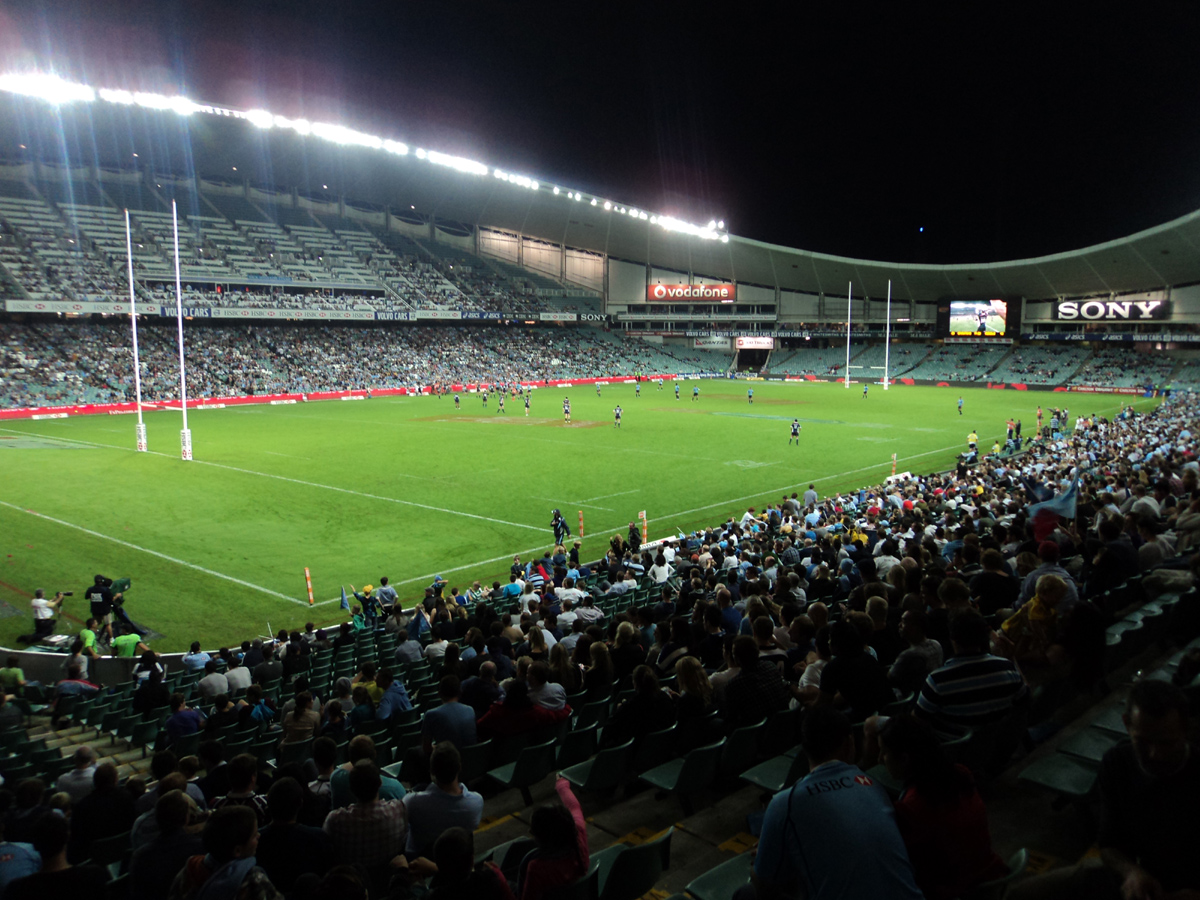
Lo stadio durante un incontro del Super Rugby 2012 tra e

Il primo grande appuntamento internazionale nel nuovo stadio fu pochi mesi più tardi nel corso del torneo calcistico celebrativo del bicentenario dell'arrivo della Prima Flotta britannica in Australia (1788), un quadrangolare cui furono invitate le nazionali di Arabia Saudita, Argentina e Brasile: nella fase a round robin i Socceroos ivi batterono a sorpresa la nazionale biancoceleste di Carlos Bilardo, all'epoca campione del mondo in carica, con il punteggio di 4-1.
Per dieci anni, fino all'edizione 1998, lo stadio fu la sede della finale del campionato nazionale di rugby a 13 per poi essere soppiantato dallo Stadium Australia, inaugurato nel 1999.
Un'altra grande vetrina internazionale fu il tour del 1989 dei British and Irish Lions, formazione interbritannica di rugby a 15 per la prima volta in Australia dopo 23 anni, che in tale stadio disputò il primo e il terzo della serie di tre test match contro gli Wallabies con, rispettivamente, una sconfitta e una vittoria.
Nel 2000 lo stadio fu uno degli impianti usati per il torneo calcistico delle Olimpiadi di Sydney del quale ospitò diversi incontri compresa la finale femminile tra le formazioni di Norvegia e Stati Uniti, vinta 3-2 dalle giocatrici scandinave davanti a 22848 spettatori.
Nel 2002 la banca di credito immobiliare Aussie Loans acquistò per cinque anni i diritti di naming del Sydney Football Stadium, ribattezzandolo così Aussie Stadium; in quello stesso anno l'Australia fu scelta per organizzare la Coppa del Mondo di rugby 2003, e Sydney fu l'unica città a contribuire alla competizione con due impianti, lo Stadium Australia e il Football Ground.
Nel corso della manifestazione ospitò cinque incontri, tutti della fase a gironi.
Nel 2004 nacque il club calcistico del Sydney FC, iscritto alla A-League dalla stagione successiva, che adottò il Sydney Football Stadium come campo interno; già dal 1996 era altresì la sede degli incontri in casa della franchise di rugby a 15 del Nuovo Galles del Sud, gli Waratahs.
Nel 2008 accolse anche diverse gare, tra cui la semifinale tra Australia e Figi, della Coppa del Mondo di rugby a 13.

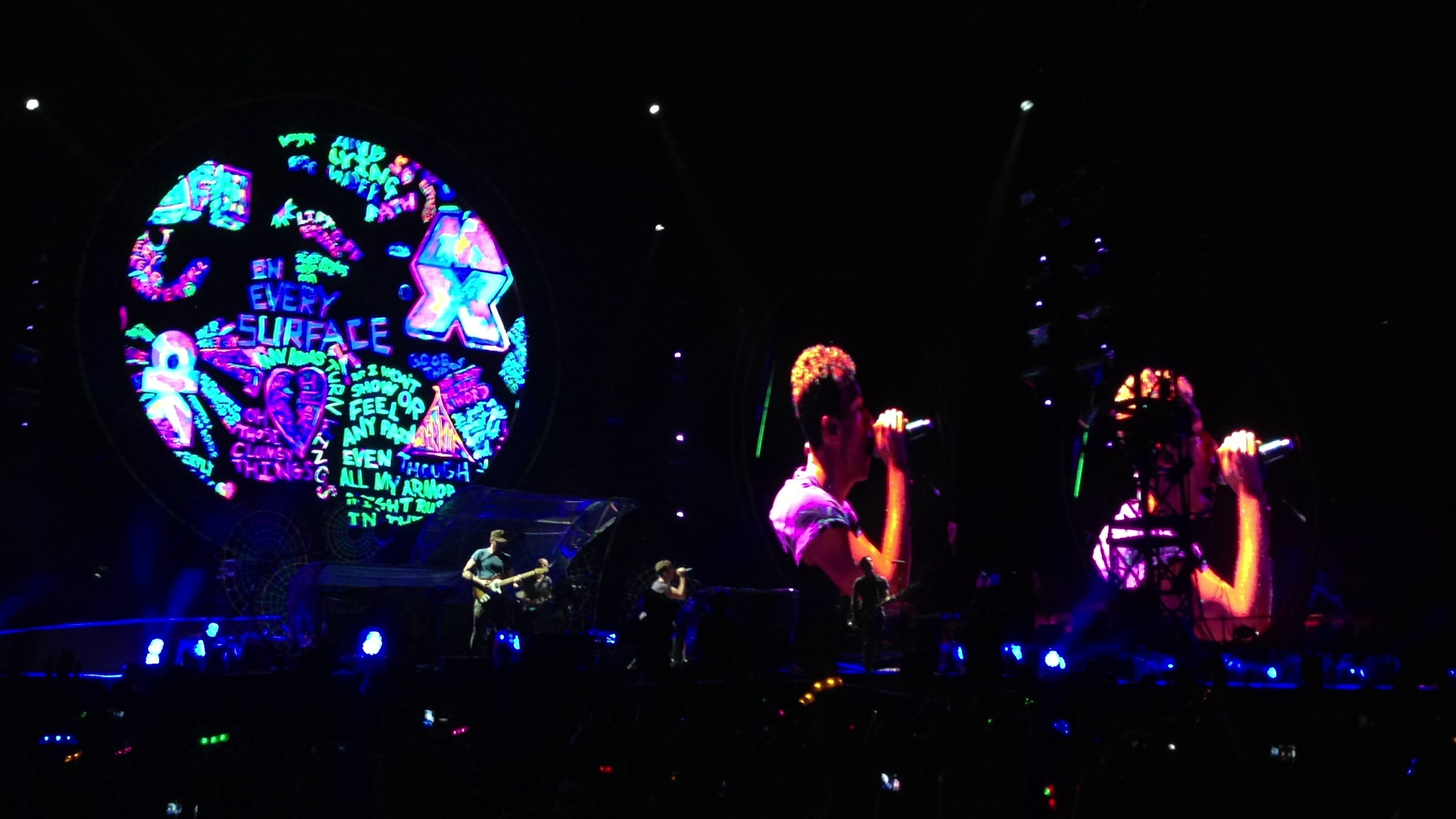
I Coldplay in concerto a Sydney,

Nel 2012, cinque anni dopo la scadenza dei diritti di naming di Aussie Loan, l'ente pubblico gestore dello stadio, Sydney Cricket Ground Trust, siglò un accordo decennale di sponsorizzazione con la multinazionale assicurativa Allianz; il corrispettivo economico dell'accordo di naming non fu rivelato.
L'ultimo grande appuntamento internazionale tenutosi in tale stadio fu la Coppa del Mondo di rugby a 13 2017, della quale ospitò due incontri della fase a gironi.
A tale data, tuttavia, già era in programma il superamento della struttura e l'edificazione di un nuovo impianto sullo stesso sito previa demolizione: a sconsigliare un semplice lavoro di ristrutturazione, infatti, erano state diverse perizie tecniche che avevano evidenziato la sopraggiunta inadeguatezza dello stadio ai moderni standard di sicurezza a seguito del rapporto Taylor britannico usato come linea guida de facto.
Emerse infatti che i sedili in polipropilene della struttura erano altamente infiammabili, l'impianto non era fornito di abbastanza spingarde automatiche per spruzzare acqua in caso d'incendio, e che corridoi e uscite erano inadeguati a gestire un'improvvisa evacuazione, tutte circostanze che all'epoca della progettazione e realizzazione dell'impianto, antecedenti al citato rapporto Taylor del 1989, non erano ancora considerate criticità; benché lo stesso architetto Cox (cui peraltro fu affidato il progetto del futuro stadio) avesse ribattuto che a suo dire il Football Stadium non ponesse ingestibili rischi di sicurezza, fu fatto notare che un livello accettabile di rischio era ottenibile solo con uno stadio operante a una capienza non superiore a metà di quella massima.
L'ultimo incontro al Sydney Football Stadium fu la finale degli sfidanti di National Rugby League tenutasi il 22 settembre 2018 tra Sydney Roosters e South Sydney: singolarmente, anche l'evento di chiusura ufficiale dello stadio, così come quello inaugurale, fu un concerto, il 5 ottobre successivo, in cui si esibì il canadese Michael Bublé.
La demolizione della struttura iniziò nella prima metà di marzo 2019, al termine delle fasi di recupero di quanto poteva essere riusabile o riciclabile.

## Usi non sportivi
A parte i citati concerti d'inaugurazione e di chiusura tenuti rispettivamente da John Denver e Michael Bublé, Sydney Football Stadium ospitò nel corso della sua attività al pubblico diversi eventi extrasportivi, in gran parte musicali: si citano, tra i vari, due esibizioni degli irlandesi U2, nel 1993 (nel corso del ZooTV Tour, dalla quale fu tratto il film Zoo TV: Live from Sydney) e nel 1998 (una delle tappe del PopMart Tour, in occasione della quale i membri del gruppo resero omaggio al leader degli australiani INXS Michael Hutchence, morto tre mesi prima a 37 anni); altrettante dei britannici Coldplay, una prima volta nel 2012 (Mylo Xyloto Tour) e, successivamente, nel 2016 (A Head Full of Dreams Tour).
Ancora, fu teatro di un'esibizione dell'artista statunitense Barbra Streisand (Timeless, 2000) e, più recentemente, di George Michael (2010, Live in Australia) e della prima serata della tappa australiana del Red Tour, nonché primo concerto australiano in assoluto, di Taylor Swift nel dicembre 2013.
Nel 2005 lo stadio ospitò anche un'esibizione della banda musicale scozzese Edinburgh Military Tattoo che ivi eseguì Salute to Australia e, nel 2007, fu la tappa australiana della maratona musicale Live Earth organizzata dal politico statunitense Al Gore per sensibilizzare sul rischio ambientale e climatico causato dalle emissioni inquinanti dei combustibili.

## Incontri internazionali di rilievo

### Calcio
| Arbitro: | Gary Power |

|                                               |           |             |
| Wade 4’ Yankos 43’, 69’ (rig.) Božinovski 80’ | Marcatori | 31’ Ruggeri |

| Arbitro: | Sonia Denoncourt |

|                                            |           |                    |
| Espeseth 44’ Gulbrandsen 78’ Mellgren 102’ | Marcatori | 5’, 90+2’ Milbrett |

### Rugby a 13
| Arbitro: | Ashley Klein |

|                                                |    |  |
| Slater (3) Thurston (3) Tate (2) Gallen Inglis | mt |  |

### Rugby a 15
| Arbitro: | René Hourquet |

|             |      |                 |
| I. Williams | mt   | I. Evans        |
| Lynagh      | tr   |                 |
| Lynagh (4)  | c.p. | G. Hastings (5) |

| Arbitro: | Tony Spreadbury |

|                                  |      |                       |
| T. Smith 77’                     | mt   | 13’, 35’ Caucaunibuca |
| Paterson 77’                     | tr   | 13’, 35’ N. Little    |
| Paterson 27’, 30’, 43’, 56’, 72’ | c.p. | 65’, 74’ N. Little    |